# Tomas Ražanauskas
Tomas Ražanauskas (* 7. Januar 1976 in Vilnius, Litauische SSR, Sowjetunion) ist ein ehemaliger litauischer Fußballspieler und heutiger -trainer.

## Karriere
Ražanauskas spielte während seiner Karriere bei zahlreichen litauischen und ausländischen Vereinen, darunter FK Panerys Vilnius, 2006 FC Vilnius, FC Flora Tallinn, Servette FC Genève, Brann Bergen und İnter Baku. Nach einer Saison beim litauischen Erstligisten FK REO Vilnius beendete er 2012 seine Karriere.
Er spielte 41-mal in der litauischen Nationalmannschaft und erzielte dabei sieben Tore.